# Leopold von Buch
Christian Leopold Freiherr von Buch (Stolpe (Brandenburg), 26 april 1774 - Berlijn, 4 maart 1853) was een Duitse geoloog en paleontoloog. Von Buch deed ontdekkingen op het gebied van paleontologie, stratigrafie en vulkanisme. Hij definieerde het Jura en maakte de eerste geologische kaart van Duitsland.
Von Buch kon als edelman beschikken over een familiefortuin, zodat hij zich rustig met geologisch onderzoek kon bezighouden. Hij studeerde aan de mijnbouwschool te Freiberg, waar hij bevriend raakte met zijn medestudent Alexander von Humboldt. Hij kreeg er les van Abraham Gottlob Werner, de bedenker van het neptunisme. Hij studeerde daarna ook aan de universiteiten van Halle en Göttingen. In 1797 bestudeerde hij samen met Humboldt de geologie van delen van de Oostenrijkse Alpen, het jaar daarop reisden ze verder naar Italië. In 1802 bestudeerde Von Buch de vulkanen van Auvergne. Hoewel Von Buch in het begin een aanhanger van Werners' neptunisme was, zou hij later aan de hand van waarnemingen die theorie moeten verwerpen. Bij het uitbarsten van de Vesuvius in 1805 maakte hij vergezeld door Humboldt en Louis Gay-Lussac, waarnemingen die tot nieuwe ideeën over vulkanisme leidden.
Na over zijn ideeën gepubliceerd te hebben, reisde Von Buch in 1809 en 1810 door Scandinavië. Hij stelde vast dat in Zweden postglaciale opheffing plaatsvindt, en bestudeerde flora, klimaat en geologie. Ook bewees hij dat de zwerfkeien die in Noord-Duitsland gevonden worden, afkomstig zijn uit Scandinavië.
In 1814 bracht Von Buch samen met de Noorse botanicus Christian Smith een bezoek aan de Canarische Eilanden. Het onderzoek dat hij daar deed, bracht hem tot de conclusie dat deze eilanden door vulkanisme ontstaan waren. Daarna bezocht hij de Schotse Hebriden en Ierland. Op het gebied van de paleontologie beschreef hij cefalopoden, brachiopoden en cystidea. Hij formuleerde het principe van gidsfossielen, fossielen die gebruikt worden om geologische tijdvakken te herkennen. Hij maakte ook de eerste geologische kaart van Duitsland en een wetenschappelijke beschrijving van het Jura.

## Prijzen en vernoemingen
Von Buch won de Wollaston Medal in 1842.
Naar Von Buch zijn vernoemd:
- De Buchkrater op de Maan
- De Leopold von Buch Plakette, een medaille van het Deutsche Geologische Gesellschaft, de geologische dienst van Duitsland

- Bibsys: 90169904
- Biblioteca Nacional de España: XX1706351
- Bibliothèque nationale de France: cb15369113d (data)
- Author citation (botany): Buch
- Gemeinsame Normdatei: 116817569
- International Standard Name Identifier: 0000 0001 2124 8206
- Library of Congress Control Number: n86845428
- Nationale Bibliotheek van Letland: 000128103
- Nationale Bibliotheek van Tsjechië: mzk2008473003
- Nationale bibliotheek van Australië: 35508894
- Nationale Bibliotheek van Israël: 987007328133605171
- Nationale Bibliotheek van Polen: a0000001896960
- Nationale en Universitaire bibliotheek Zagreb: 000499758
- Nederlandse Thesaurus van Auteursnamen: 191690422
- Réseau des bibliothèques de Suisse occidentale: 02-A003053577
- Istituto Centrale per il Catalogo Unico: GEAV002194
- LIBRIS: 250171
- SNAC: w6m62skc
- Système universitaire de documentation: 10842913X
- Trove: 978766
- Virtual International Authority File: 24903848
- WorldCat: E39PBJm99VMvYd6Hrkm68whJXd